# Alexandre Xambinho
Alexandre Xambinho (Vitória), é um político brasileiro, filiado ao PSC. Nas eleições de 2022, foi eleito deputado estadual pelo ES.